# Engenheiro Leal
Engenheiro Leal és un barri de la Zona Nord del municipi de Rio de Janeiro.
El seu IDH, l'any 2000, era de 0,807, el 83 millor del municipi de Rio. Limita amb els barris de Cascadura, Madureira i Cavalcanti.

## Història
El barri se situa als peus del Morro do Dendê. La seva història es desenvolupa juntament amb els barris veïns Cascadura i Madureira - eren terres del Engenho da Portela. L'origen del barri és la implantació de l'E. F. Melhoramentos do Brasil, després Línia Auxiliar, el 1892. Hi va ser instal·lada l'estació Enginheiro Leal, que va ser company de Paulo de Frontin i Magno de Carvalho, a l'inici del segle xx. Actualment, el barri és majoritàriament residencial.

## Dades del barri
El barri d'Engenheiro Leal forma part de la regió administrativa de Madureira. Els barris integrants d'aquesta regió administrativa són: Engenheiro Leal, Bento Ribeiro, Campinho, Cascadura, Cavalcanti, Honório Gurgel, Madureira, Marechal Hermes, Osvaldo Cruz, Quintino Bocaiúva, Rocha Miranda, Turiaçu i Vaz Lobo.